# Quinnipiac

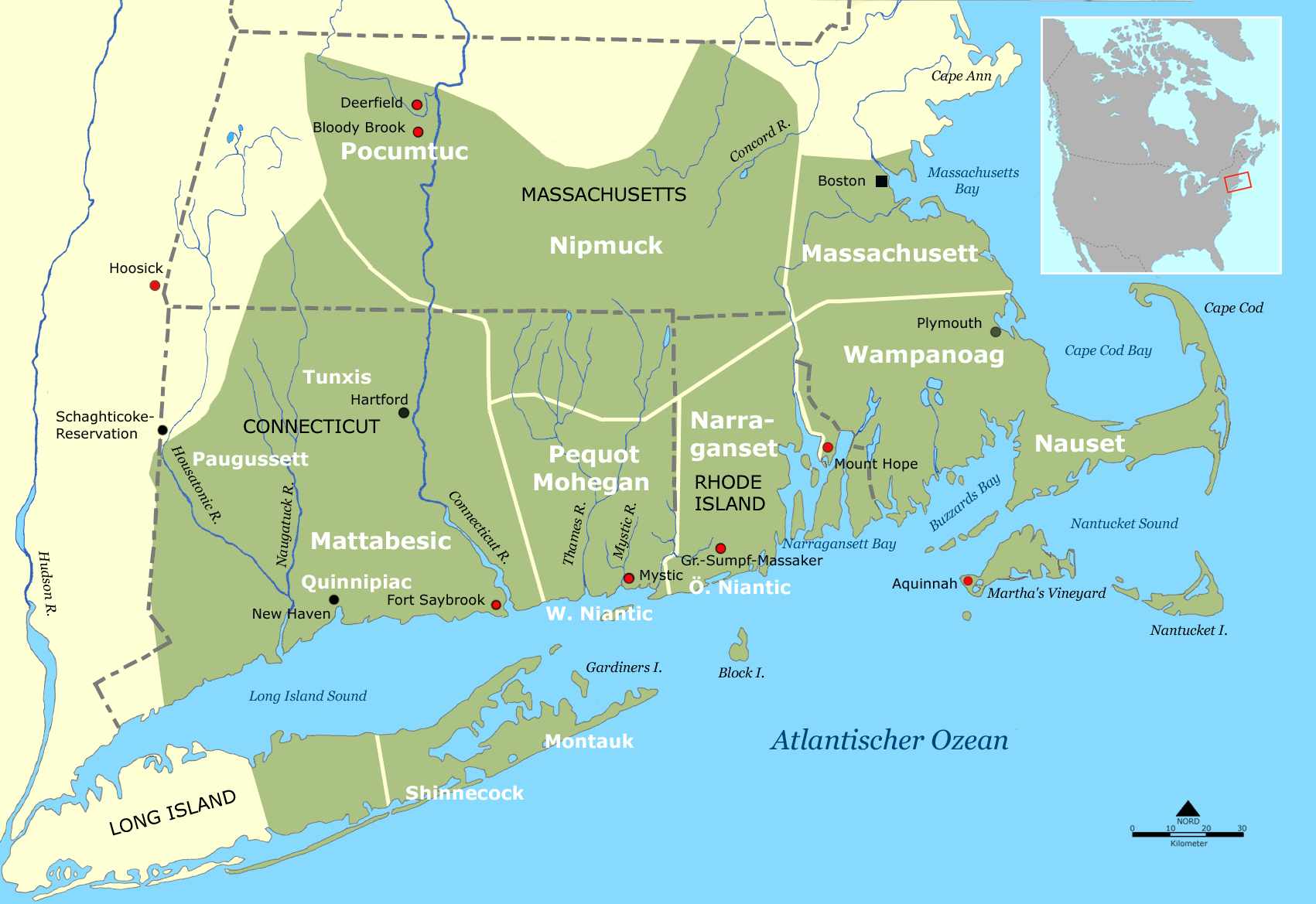
Siedlungsgebiet der Quinnipiac und benachbarter Stämme um 1600

Die Quinnipiac, auch Quiripi genannt, waren Algonkin sprechende Indianer, die zu Beginn des 17. Jahrhunderts im westlichen Connecticut an der New Haven Bay und den dort mündenden Flüssen lebten. Sie gehörten zu einer großen Zahl kleiner Stämme aus der Mattabesic-Gruppe, die von den englischen Kolonisten schon frühzeitig aus ihrem Siedlungsgebiet vertrieben wurden. Wie andere Neuengland-Stämme waren sie halbsesshaft und wanderten saisonal zwischen relativ gleichbleibenden Orten. Ihre Hauptnahrung war von Frauen angebauter Mais sowie Fisch und Wild.

## Sprache
Die Sprache der Quinnipiac wird Quiripi-Unquachog genannt und war eine der fünf Algonkin-Sprachen im südlichen Neuengland: Loup, Massachusett, Narraganset, Mohegan-Pequot-Montauk und Quiripi-Unquachog. Diese Sprachen besaßen eine gewisse phonologische Ähnlichkeit, doch sie unterschieden sich auf andere Weise, denn die Stämme Neuenglands verwendeten zum Beispiel häufig verschiedene Ausdrücke für dieselben alltäglichen Begriffe. Dennoch bestätigen viele Berichte aus dem siebzehnten Jahrhundert, dass alle diese Sprachen von den jeweiligen Sprechern untereinander verstanden wurden. An der Küste mag dieses besonders auf die Sprecher zutreffen, die einige Erfahrungen mit anderen Sprachen hatten. Andere frühe Berichte betonen nachdrücklich linguistische Differenzen und auch Schwierigkeiten, die Sprecher des Martha’s-Vineyard-Dialekts bei der Verständigung mit Bewohnern von Nantucket und dem nahen Festland von Massachusetts erfuhren. Quiripi wird heute nicht mehr gesprochen.

## Namen
Der Name bedeutet vermutlich Volk vom langen Meeresarm. In den ersten englischen Aufzeichnungen von 1637 und 1638 erscheint Quinnipiac, aber auch Quillipeage, Quillypieck, Quinopiocke und Quinnypiock. Die Holländer nannten sie Quiripi oder Quiripey.

## Gruppen
Bei den Quinnipiac gab es vier verschiedene, jeweils von einem Sachem geführte Gruppen:
- Momauguin, Siedlungsgebiet beim heutigen New Haven.
- Montovese, beim heutigen North Haven.
- Menunkatuck, beim heutigen Guilford.
- Totoket, beim heutigen Branford.

## Geschichte

### Die Legende
Das ist die Legende der Algonkin über die Sieben Propheten und sieben Feuer, die das Bild des Algonkin-Ethos in Form der sieben Schöpfungsphasen zeichnet:
Der Schöpfer schuf den ersten Menschen aus Felsen und Erde, ein Riese, der unter mehreren Namen bekannt wurde. Noch heute sind diese Namen aktuelle Bezeichnungen für Aspekte aus dem Leben der Algonkin.
Die Prophezeiungen besagten, dass der Gewaltige Donnerer (engl. Mighty Thunderer) dem erstgeborenen Steingiganten mit seinem schlangenförmigen, Blitze schleuderndem Speer das Leben schenkte und zugleich schickte er das Feuer. Der Schöpfer unterwies den Erstgeborenen, eine heilige Feuerstelle zu errichten. Aus diesem Feuer flogen sieben Funken hinaus, aus denen sieben Männer wurden, alsdann flogen weitere sieben Funken aus dem Feuer und schufen sieben Frauen. Das wurden die Urahnen aller Menschen, aus denen sieben Familien-Klans entstanden. Alle mussten sich jährlich an der zentralen Feuerstelle Mawiomi versammeln und dieses Volk nannte sich Thunder Clan (dt. Donner-Klan). Die Weissagungen besagten ferner, dass sich die sieben Klans in sieben Richtungen verteilten, wobei jeder sein eigens Mawiomi errichtete, bis auch hier sieben Klans entstanden waren – und so ging es immer weiter und weiter. Jedes Mawiomi mit sieben Klans entsprach einer Nation.
Die Algonkin begannen zu wandern, bis sie sich über ein ganzes Drittel Nordamerikas ausgebreitet hatten. Ausgehend von Süd-Labrador, Neufundland und Neuschottland im Norden bis nach North Carolina im Süden, vom Atlantischen Ozean im Osten bis zu den Rocky Mountains im Westen. Die Algonkin errichteten ein weit verzweigtes Handels-System, das die Indianer-Pfade und wichtigsten Wasserstraßen als Transportweg nutzte. Bevor sie das Pferd kannten, verwendeten sie Wölfe und Hirsche als Zug- und Lasttiere. Das Wort Algonkin stammt aus der Mi'kmaq-Sprache und bedeutet vermutlich Ort, an dem Fische mit Speeren erlegt werden.
Eine der Gruppen wandernder Algonkin folgte dem Sankt-Lorenz-Strom und bog beim heutigen Québec nach Süden ab, bis sie auf die Quellwasser des Connecticut Rivers traf. Die Algonkin wanderten diesem Strom flussabwärts, gaben ihm den Namen Quinnehtukqut (dt. Langer Meeresarm), und erreichten den Long-Island-Sund im Süden Connecticuts. Hier entdeckten sie einen riesigen Süßwasser-See und gewaltige Wasserfälle, ein guter Platz zum Siedeln. Das waren die Urahnen der Quinnipiac.

### Siebzehntes Jahrhundert
Im Jahr 1614 ankerte der holländische Entdecker Adriaen Block mit seinem Schiff Onrest (dt. Unrast) beim heutigen New Haven. Er nannte diese Gegend Rodenberg (dt. Rotenberg) nach den beiden markanten roten Bergkegeln, die man heute East Rock und West Rock nennt. Wie aus Aufzeichnungen der Holländer hervorgeht, wurden sie von einer indianischen Delegation begrüßt, zu denen Munsey (Munsee), Mahicanni (Mahican) und Quiripey (Quinnipiac) gehörten.

#### New Haven
Am 24. April 1638 erreichten 500 englische Puritaner das Land der Quinnipiac. Sie waren auf der Suche einer neuen theokratischen Kolonie, abseits von den Kolonien in Massachusetts und Connecticut. Kriege gegen die Pequot im Osten und verheerende Epidemien hatten die Quinnipiac auf etwa 300 Angehörige dezimiert und so begrüßten sie die Engländer als potenzielle Alliierte gegen ihre indianischen Feinde. Am 24. November 1638 wurde der erste Vertrag zwischen Sachem Momauguin und den Anführern der Engländer unterzeichnet, in dem die Momauguin die Ostseite des Hafens (unter anderem Grannis Island) als Siedlungsgebiet erhielten, während den Kolonisten das gesamte übrige Land formell überschrieben wurde. In den ersten Jahren versorgten die Quinnipiac die Bewohner New Havens mit Hirschfleisch, da die Puritaner in der Jagd unerfahren waren. Die Siedler lernten von den Indianern, wie man Staudämme baut, Fische fängt und Muscheln sammelt. Die Quinnipiac dienten als Fremdenführer und Boten, sie verkauften Kanus an die Weißen und jagten Wölfe, die das Vieh der Weißen bedrohten.

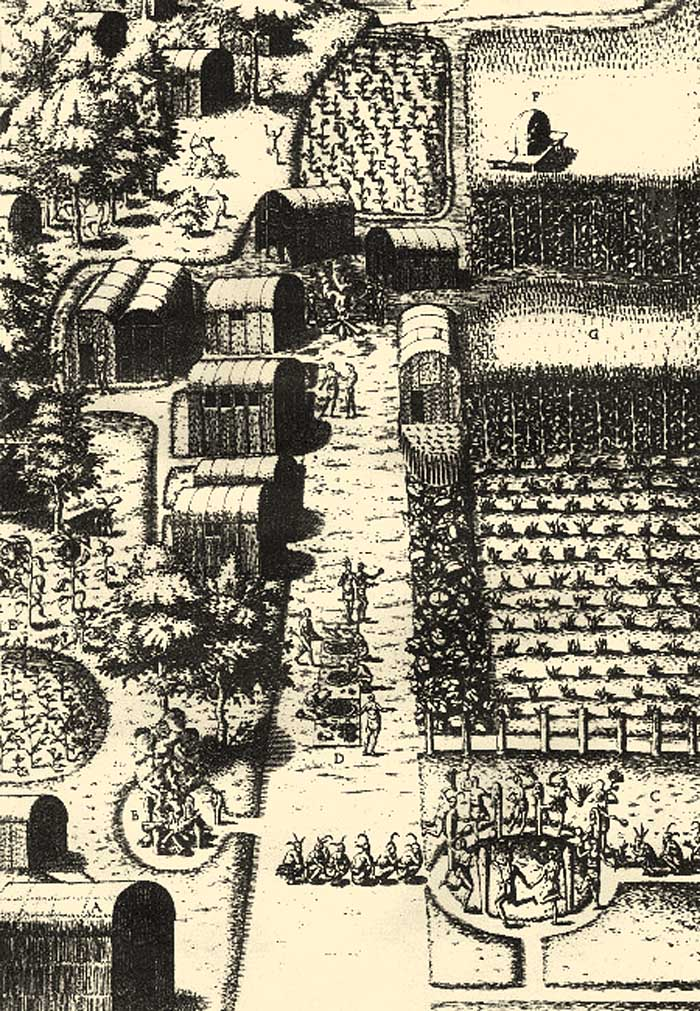
Typische Pflanzung der Algonkin im südlichen Neuengland

Die Puritaner beschrieben die Sommerlager der Quinnipiac wie folgt:
Diese Camps lagen alle auf Lichtungen an der Südseite eines Hügels, umgeben von dichten Wäldern und nahe bei einer Quelle oder einem Wasserlauf. Dicht beim Lager gab es Felder, auf denen Mais und Bohnen wuchsen und die von Frauen bewirtschaftet wurden. Sie lagen nahe an der Küste oder einem Fluss, so dass es keinen Mangel an Schalentieren und Fisch gab.

Auf den Feldern gab es auch Nussbäume und Beerenobst, Squash und anderes Obst und Gemüse, trotzdem waren aber Meeresfrüchte die Hauptnahrung der Quinnipiac.
Da die Quinnipiac in der Nähe der englischen Stadt lebten, legten die Kolonisten die folgenden Regeln fest, die von den Indianern in dieser Form akzeptiert wurden:
1. Es dürfen keine Fallen aufgestellt werden, an denen sich das Vieh verletzen kann oder in denen es gefangen wird.
2. Es dürfen keine Fische verjagt oder aus englischen Netzen gestohlen werden.
3. Sonntags darf kein Indianer zum Handeln in die Stadt kommen oder herumlungern, wenn die Puritaner in der Kirche sind.
4. Es dürfen keine englischen Boote oder Kanus ohne Erlaubnis des Eigentümers benutzt werden.
5. Es dürfen nicht mehr als sechs bewaffnete Indianer zugleich in die Stadt kommen.
6. Es darf kein englischer Mann, keine Frau und kein Kind in irgendeiner Form angegriffen oder verletzt werden.
7. Getötetes oder anders zu Schaden gekommenes Vieh muss bezahlt werden.
8. Ohne Zustimmung der Engländer darf Indianern aus anderen Stämmen nicht erlaubt werden, bei ihnen zu leben.
9. Es müssen alle bösen Pläne gegen die Engländer unverzüglich mitgeteilt werden.
10. Die Quinnipiac geben ihr Einverständnis, dass alle Schuldigen von den Engländern bestraft werden.
11. Alle von ihnen angerichteten Schäden müssen bezahlt werden.
12. Alle, die den Indianern irgendein Unrecht zufügen, werden von den Engländern bestraft.

Die Gebräuche und Traditionen der Indianer waren den englischen Kolonisten fremd und unverständlich, so zum Beispiel, dass die Quinnipiac einen differenzierten Begriff von privatem Eigentum hatten. Sie besaßen keine Viehherden und holten sich des Öfteren Tiere von den Kolonisten, um sie zu verzehren. Die Puritaner waren selbst für die damalige Zeit sehr religiös. An Sonntagen wurde niemals gearbeitet und wenn die Indianer sonntags zum Handeln in die Stadt kamen, fühlten sich die Engländer sehr gestört

#### Kultureller Wechsel
Drei der wichtigsten Verträge mit den englischen Kolonisten wurden 1658 und 1659 abgeschlossen. Im ersten Vertrag wurden 1.200 Acres (4,856 km²) Land für die Quinnipiac reserviert – dieses Stück Land sieht man häufig als erste Indianerreservation in den späteren Vereinigten Staaten an. In den weiteren Verträgen bestätigten die Quinnipiac sowohl ein Handels- als auch ein Militärbündnis mit den Engländern. Wampum wurde zum offiziellen Zahlungsmittel in Connecticut, doch zum überwiegenden Teil gab es den Tauschhandel. Es gibt Aufzeichnungen über den Handel zwischen beiden Parteien, aus denen hervorgeht, dass die Quinnipiac Mais, Tierhäute, Pelze und Talg gegen Gebrauchsgegenstände und Werkzeuge aus Eisen, sowie englische Stoffe gehandelt haben. Mohegan und Quinnipiac verpflichteten sich bei kriegerischen Auseinandersetzungen, eine bestimmte Anzahl Krieger auf Anforderung der Kolonisten bereitzustellen. Im King Philip’s War zum Beispiel schickten die Engländer am 18. Dezember 1675 insgesamt 500 Mann aus Connecticut in die letzte Schlacht des Krieges, davon 300 Engländer und 200 Indianer, von denen je 75 Krieger von den Mohegan und Quinnipiac kamen.
Obwohl es zwischen den Kolonisten in New Haven und den Quinnipiac niemals zum Krieg kam, waren dennoch kulturelle Konflikte alltäglich. In den 1650er Jahren wurde es für die Indianer zunehmend schwerer, ihr traditionelles Leben fortzusetzen, weil durch die verstärkte englische Besiedlung der Lebensraum der Quinnipiac zunehmend eingeschränkt wurde. Den Indianern wurde es nicht erlaubt, Felder außerhalb der Reservation zu bestellen. Bei einem Treffen im Jahre 1657 versuchte Momauguin, ein Stück Land von den Engländern zurückzukaufen, das aber nach längeren Debatten von der Stadt abgelehnt wurde.

Titelseite der Eliot-Bibel

Trotz der Beistands- und Handelsverträge wurden die Beziehungen zwischen den englischen Kolonisten und den Quinnipiac immer schlechter. Für die calvinistischen Puritaner war die Bekehrung der ungläubigen Wilden ein gottgefälliges Ziel und sie sammelten die konvertierten Indianer in Gebetsstädten. John Eliot war einer der puritanischen Geistlichen, die den Indianern predigten. Von ihm stammt die erste gedruckte Bibel in der Algonkin-Sprache. Für die Indianer bedeutete die Konversion zum Christentum aber auch, dass sie ihre bisherige Lebensweise völlig aufgeben mussten. Viele Quinnipiac weigerten sich deshalb, zum Christentum überzutreten und zogen es vor, sich vor den englischen Behörden zu verstecken. Ein später bekannt gewordenes Versteck war West Rock bei New Haven. Diejenigen, die man erwischte, wurden in Missionslager verbannt.

### 18. und 19. Jahrhundert
Im Winter 1770 starb der letzte männliche Sachem der Quinnipiac. 1773 wurde der Rest des Reservationslandes, etwa 30 Acres (121.440 m²), durch einen Zwischenhändler öffentlich verkauft. Dieser Händler hieß Samuel Adams und war angeblich ein Quinnipiac, der in Farmington lebte.
Die Gruppen der Quinnipiac teilten sich im späten 18. Jahrhundert auf. Eine Gruppe zog zu den Tunxis in Farmington, andere blieben in einer abgelegenen Gegend bei Guilford. Die Tunxis-Gruppe ging später nach Stockbridge und lebte dort gemeinsam mit Angehörigen der Munsee und Mahican. Am Ende des Amerikanischen Unabhängigkeitskrieges fand man die Stockbridge-Indianer dezimiert, genötigt ihr Land zu verkaufen und unerwünscht in ihrem Dorf, wo die Weißen das Regiment übernommen hatten und sich bemühten, die Indianer hinauszudrängen. Die entmutigten Überreste der Mahican, Munsee und Quinnipiac, insgesamt 420, nahmen eine Einladung der Oneida an und zogen in ein Gebiet am Oneida Creek in New York. Der Umzug begann 1783 und die Bevölkerungsentwicklung weist auf den Zuwachs durch weitere Mahican-Angehörige aus dem Gebiet des Hudson Rivers hin. Zwischen 1832 und 1834 zog die Stockbridge-Gruppe schließlich in das Calumet County östlich des Lake Winnebago. Seit etwa 1850 gilt die Stammesidentität der Quinnipiac als erloschen.
Eine Anzahl heutiger Einrichtungen in New Haven trägt Namen, die von den Quinnipiac stammen:
- Montovese Ave.
- Quinnipiac Ave.
- Quinnipiac River
- Quinnipiac University

Die Quinnipiac verehrten eine örtliche Felsenformation als heilige Stätte, die heute als Sleeping Giant (dt. Schlafender Riese) bekannt ist; bei den Quinnipiac hieß sie Hobbomock.